# Педро Лопез
Педро Алонсо Лопез (Санта Исабел, 8. октобар 1948) је колумбијски серијски убица, оптужен за силовање и убиство више од 300 жена широм своје родне земље, Перуа и Еквадора.
Лопез је од 1980. године познат као Монструм са Анда. Те је године водио полицију до гробова 53 младих девојака које је силовао и убио. Те девојке су биле старе између 9 и 12 година. Године 1983. проглашен је кривим за убиство 110 девојака у Еквадору, али је сам признао како је убио 240 несталих девојака у суседним Перуу и Коломубији. Лопез је након суђења премештен у психијатријску болницу након што је установљено да је луд. Из болнице је пуштен 1998. године након што се његово понашање поправило.

## Биографија
Према Лопезовим речима, његова мајка, која је била проститутка са 13 деце, ухватила је Педра како сексуално злоставља своју млађу сестру и то када је имао 8 година. Након тога, избацила га је из породичне куће. Он је затим живео у напуштеној кући. У доби од 12 година, једна америчка породица уписала га је у школу за сирочад. Но, он је из школе побегао јер га је наводно злостављао мушки наставник. Са 18 година, украо је аутомобил и продао га локалној аутокући. Због тога је ухапшен.
Тврдио је да је 1978. године убио преко 100 младих девојака у Перуу. У једном тренутку је био и ухапшен но убрзо је пуштен на слободу. Рекао је како је тада прешао у Колумбију и Еквадор, те да је тамо убијао око 3 девојке недељно. Такође је рекао: Ја волим девојке у Еквадору, оне су нежне и поверљиве, још и невине.
Ухапшен је када је планирао отмицу. Признао је да је убио преко 300 девојака. Полицији је то признао тек када је откривена масовна гробница његових жртава. У интервјуу се назвао човек века.